# Nous irons à Monte-Carlo
Pour plus de détails, voir Fiche technique et Distribution.
Nous irons à Monte-Carlo est un film français tourné en deux versions, une version française réalisée par Jean Boyer et une version anglaise Monte Carlo Baby coréalisée par Jean Boyer et Lester Fuller. Le film est sorti en 1951.

## Synopsis français
Marinette, la fille volage d'une nourrice du Vésinet chez qui un impresario véreux a dissimulé le bébé d'une star américaine, confond l'enfant avec le petit-fils de Max Elloy, batteur de l'Orchestre Ventura. Elle le lui fait remettre alors qu'Elloy est sur le point de prendre le train pour le Festival de jazz de Monte-Carlo où l'orchestre va se produire. Mais Elloy redoute que s'il s'embarrasse du petit, Ventura ne le remplace par un autre batteur. Aussi imagine-t-il de placer l'enfant dans le compartiment de Ventura, et de le faire passer pour le fils naturel d'un des musiciens de l'orchestre abandonné par sa mère. Pendant ce temps, au Vésinet, la nourrice rentre de province, constate que sa fille s'est trompée d'enfant, et envoie celle-ci à Monaco pour le récupérer par n'importe quel moyen. Le père de l'enfant cherche également à récupérer celui-ci. Une situation vaudevillesque s'ensuit, avec de nombreux quiproquos. Tout se terminera par un happy end.

## Synopsis anglais
À Londres, lors de la fermeture en urgence d'une crèche pour crainte d’épidémie, le bébé d’une jeune vedette britannique est par erreur remis à l’orchestre français de Ray Ventura en partance pour Monte-Carlo. Les musiciens s’attachent rapidement au nourrisson tandis que la nurse alarmée part à sa recherche. La jeune vedette récupérera son bébé sain et sauf, à Monte-Carlo à l’issue de quiproquos et de situations confuses au rythme des chansons entraînantes de l’orchestre…

## Fiche technique
- Titre de la version française : Nous irons à Monte-Carlo
- Titre de la version anglaise : Monte Carlo Baby
- Réalisateur de la version française : Jean Boyer
- Réalisateurs de la version anglaise :  Jean Boyer et Lester Fuller alias « Jean Jerrold »
- Scénario de la version française : Jean Boyer et Alex Joffé
- Scénario de la version anglaise : Jean Boyer, Alex Joffé, Lester Fuller alias « Jean Jerrold »
- Dialoguiste français : Serge Véber
- Dialoguiste anglais : Lester Fuller alias « Jean Jerrold »
- Musique : Paul Misraki
- Éditions musicales: Impéria
- Chansons : Tout mais pas ça, C'est que je t'aime, Oui mon amour interprétées par Ray Ventura et son orchestre 
  - Musique de Paul Misraki
  - Paroles françaises d'André Hornez
  - Paroles anglaises de Geoffrey Parsons
- Assistant-réalisateur : Jean Bastia
- Directeur de la photographie : Charles Suin
- Photographe de plateau : Robert Joffres
- Ingénieur du son : Antoine Archimbaud
- Décorateur : Jean Mandaroux, Robert Giordani
- Costumes : Jacques Costet
- Maquilleur : Jean Ulysse, Lina Gallet
- Monteuse : Fanchette Mazin
- Scripte : Cécilia Malbois
- Régie : André Guillot
- Pays d'origine :  France
- Société de production : Hoche Productions
- Producteur : Ray Ventura
- Directeur de production : Jean Darvey
- Distributeur d'origine : Les Films Corona
- Langues de tournage : Français, anglais
- Format : Noir et blanc — 1.37:1 — Son monophonique — 35 mm
- Genre : Film musical, Comédie
- Durée : 
  - Version française : 90 minutes
  - Version anglaise : 80 minutes
- Dates de sortie : 
  - 14 décembre 1951 en Belgique
  - 25 janvier 1952 en France
  - 16 décembre 1953 aux États-Unis

## Distribution
- Philippe Lemaire : Philippe
- Audrey Hepburn : 
  - Version française : Melissa Walter
  - Version anglaise : Linda Farrell
- Marcel Dalio : L'impresario
- Ray Ventura : Lui-même, avec son orchestre
- André Luguet : Chatenay-Maillard
- Rôle d’Antoine :
  - Version française : Henri Génès
  - Version anglaise : Jules Munshin
- Rôle de Jacqueline : 
  - Version française : Danielle Godet
  - Version anglaise : Michele Farmer
- Rôle de Marinette :
  - Version française : Jeannette Batti
  - Version anglaise : Cara Williams
- Rôle de Max : 
  - Version française : Max Elloy
  - Version anglaise : Russell Collins
- Michel André : Le speaker
- Georges Lannes : Le détective
- René Bourbon : Le directeur du festival
- Lucien Callamand : Le portier
- Daniel Cauchy : Un fan de Miss Walter
- André Dalibert : Bindinelli
- Suzanne Guémard : Mme Chatenay-Maillard
- Nicole Jonesco : Germaine
- Geneviève Morel : La voisine
- Germaine Reuver : La concierge
- Jackie Rollin : Mme Bindinelli
- John Van Dreelen : Rudy Walter
- Jeanne Véniat : La mère de Marinette
- J. Orrigo : Johnny Walter, le bébé de Melissa et de Rudy
- Les Quat'jeudis
- Nicolas Amato
- Alain Bouvette
- Gérard Buhr
- Primerose Perret
- Lionel Murton
- Marcel Méral
- Edmond Audran

## Autour du film
Lors du tournage du film en 1951 sur la Côte d’Azur, l'écrivain Colette a remarqué Audrey Hepburn et l'a immédiatement pressentie pour le rôle de « Gigi » dans l’adaptation théâtrale anglaise de son œuvre éponyme prévue pour être mise en scène par Raymond Rouleau à Broadway la même année, pièce qui lancera la carrière internationale d'Audrey avec le tournage consécutif du film Vacances romaines (Roman Holiday) en 1953.
Le succès de Nous irons à Monte-Carlo sera égal dans les deux camps de la guerre froide. Comme l'indique People Today (page 57 de son numéro du 13 février 1952 pour la sortie du film) : "« Nous irons à Monte-Carlo » est un film français inhabituel: absence de message politique, mélodieux comme une comédie musicale hollywoodienne, même Andreï Vychinski en raffole! À tel point que les Soviétiques viennent d'acquérir les droits pour une distribution derrière le rideau de fer."
La voix du policier italien dans l'appartement est celle de Fernand Sardou[réf. nécessaire].
Remake : l'homme orchestre de Serge Korber. 1970. Une petite nuance la nurse est sicilienne, De Funes remplaçant Ray Ventura...